# Pavé de Cysoing à Bourghelles
Der Sektor Pavé de Cysoing à Bourghelles oder Pavé Gilbert Duclos-Lassalle ist ein 1300 Meter langer mit Kopfsteinen gepflasterter Weg, welcher bei Paris–Roubaix von Cysoing in Richtung Bourghelles befahren wird.

## Charakteristik
Der Sektor Pavé de Cysoing à Bourghelles ist mit der Schwierigkeitsstufe von drei Sternen ausgezeichnet. In früheren Jahren, wie z. B. bei der Austragung 2007, wurde der Sektor noch mit 4 Sternen gewertet. In unmittelbarem Anschluss an den Sektor steht eine kurze Steigung in den Ort Bourghelles an, der auf einem Hügel liegt.

## Geschichte
Die Erstbefahrung des Sektors war im Jahr 1981, er wurde seitdem jedes Jahr absolviert. Von 2006 bis 2016 wurde dieser und der nachfolgende Sektor Pavé de Bourghelles à Wannehain unter einer Sektornummer (Nr. 6), jedoch als Teil 1 und Teil 2 geführt. Seit 2008 ist dieser Sektor dem zweifachen Paris-Roubaix-Sieger Gilbert Duclos-Lassalle gewidmet.

## Bildergalerie

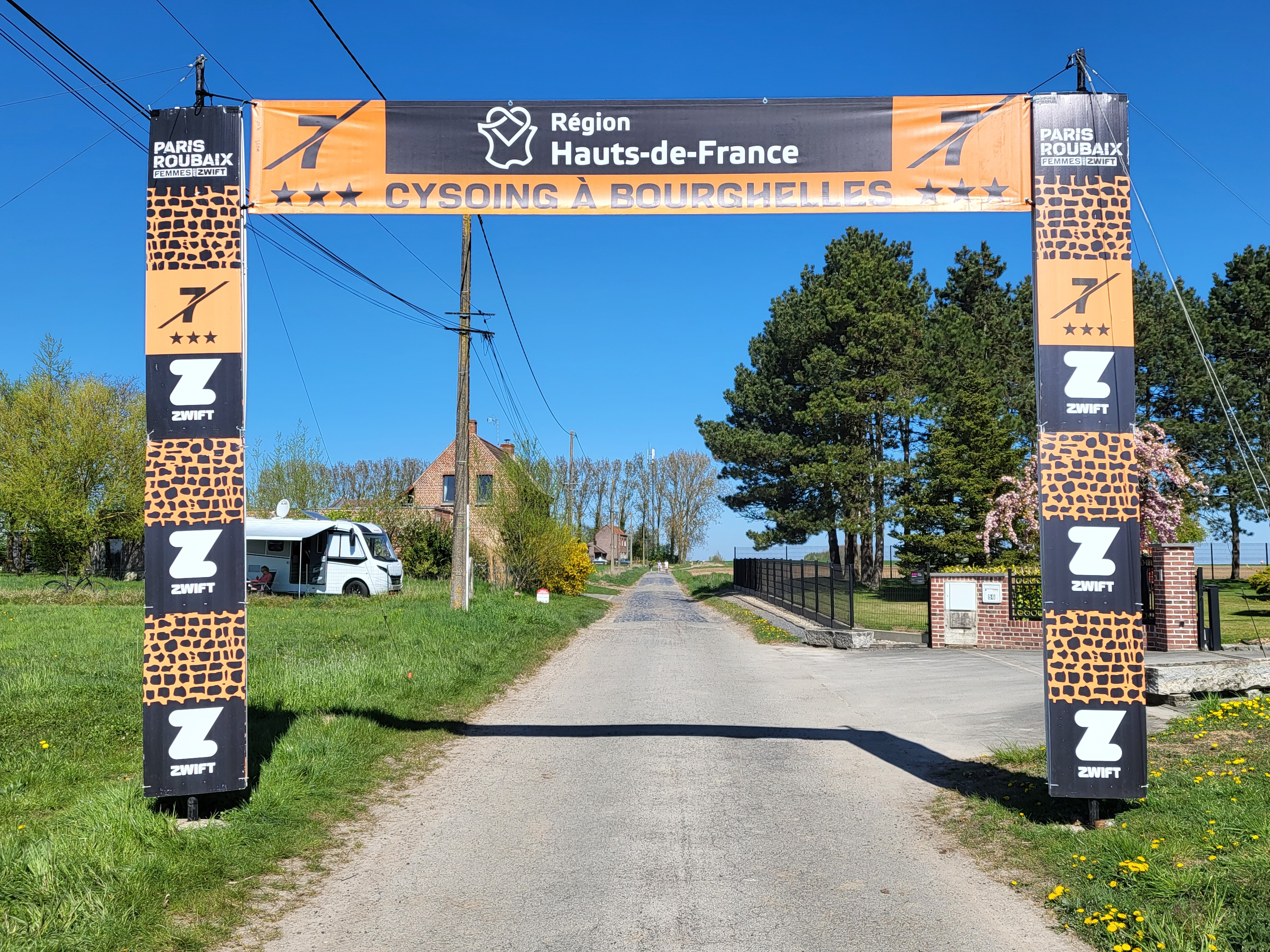
Ausgang des Sektors
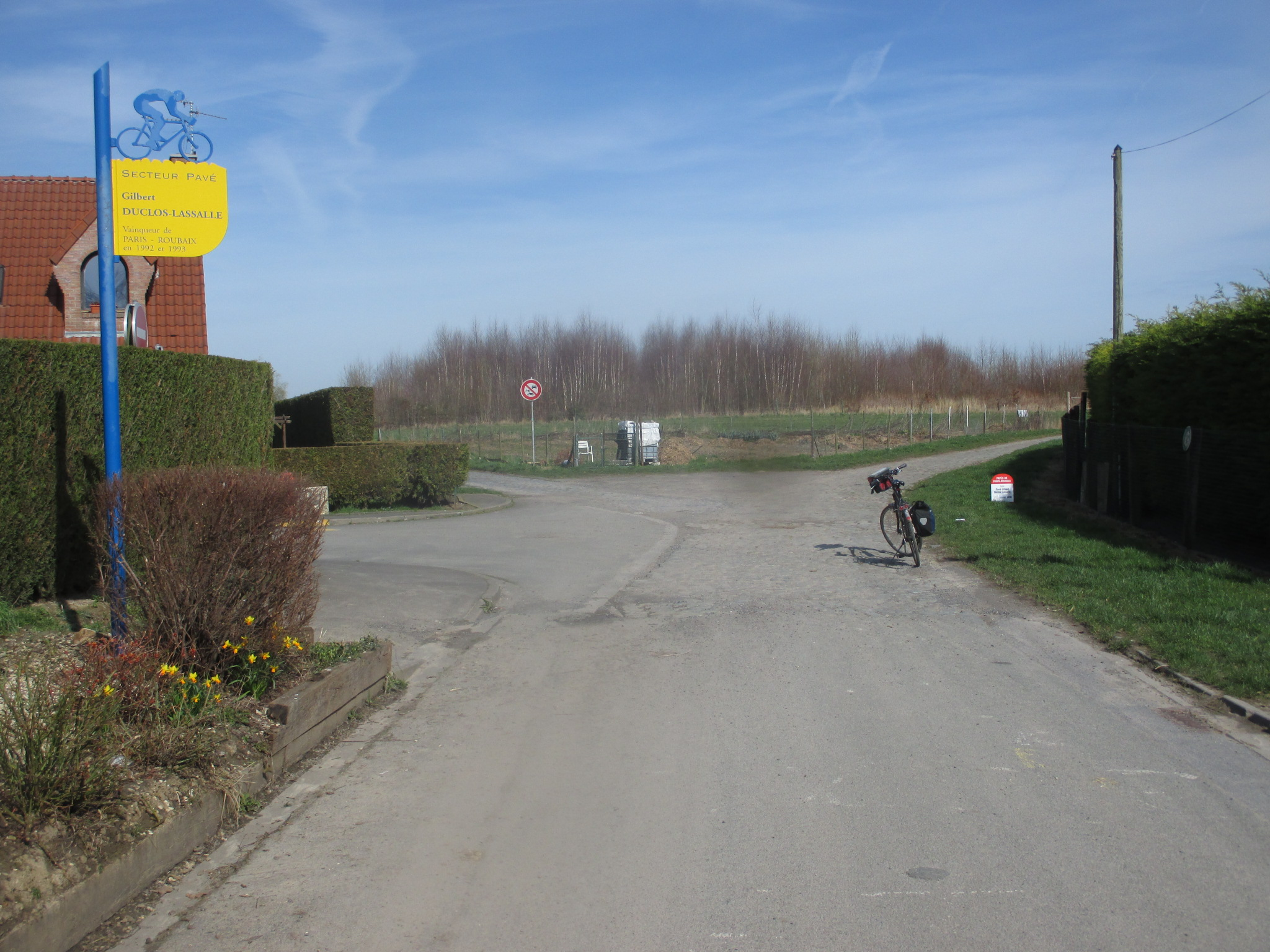
Beginn Sektor Cysoing–Bourghelles
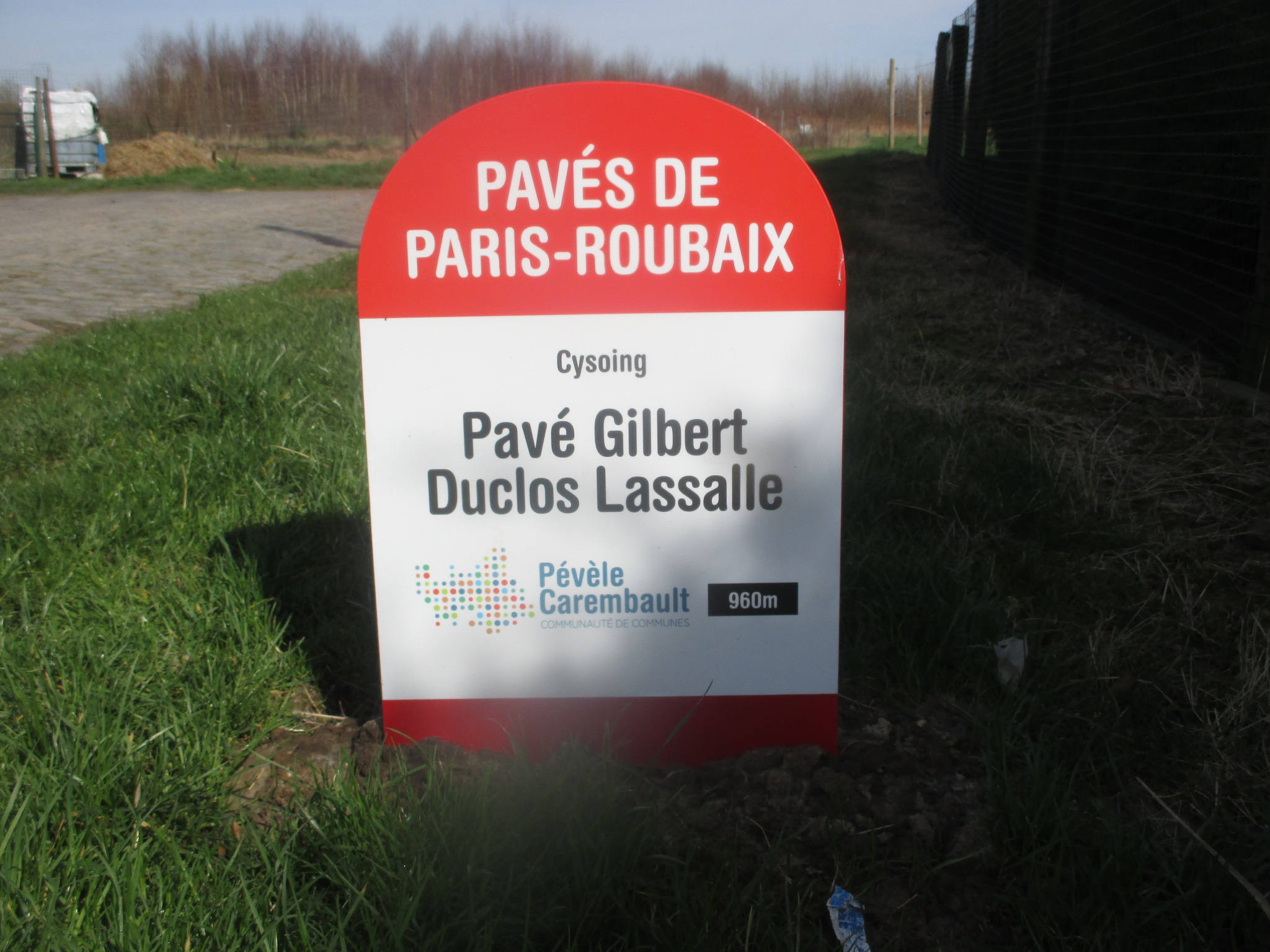
Hinweistafel rechts Pavé Gilbert Duclos-Lassalle
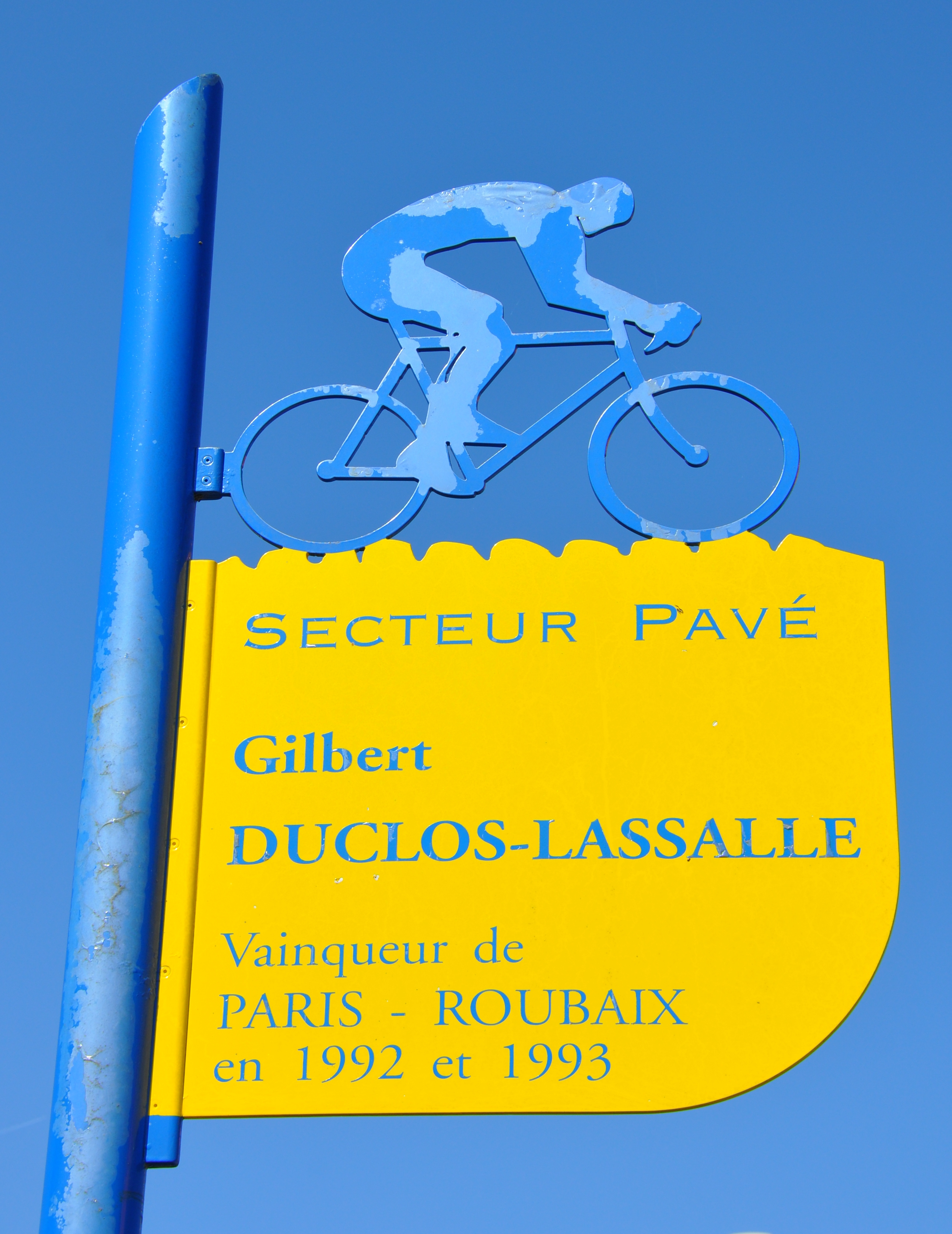
Hinweistafel links Pavé Gilbert Duclos-Lassalle
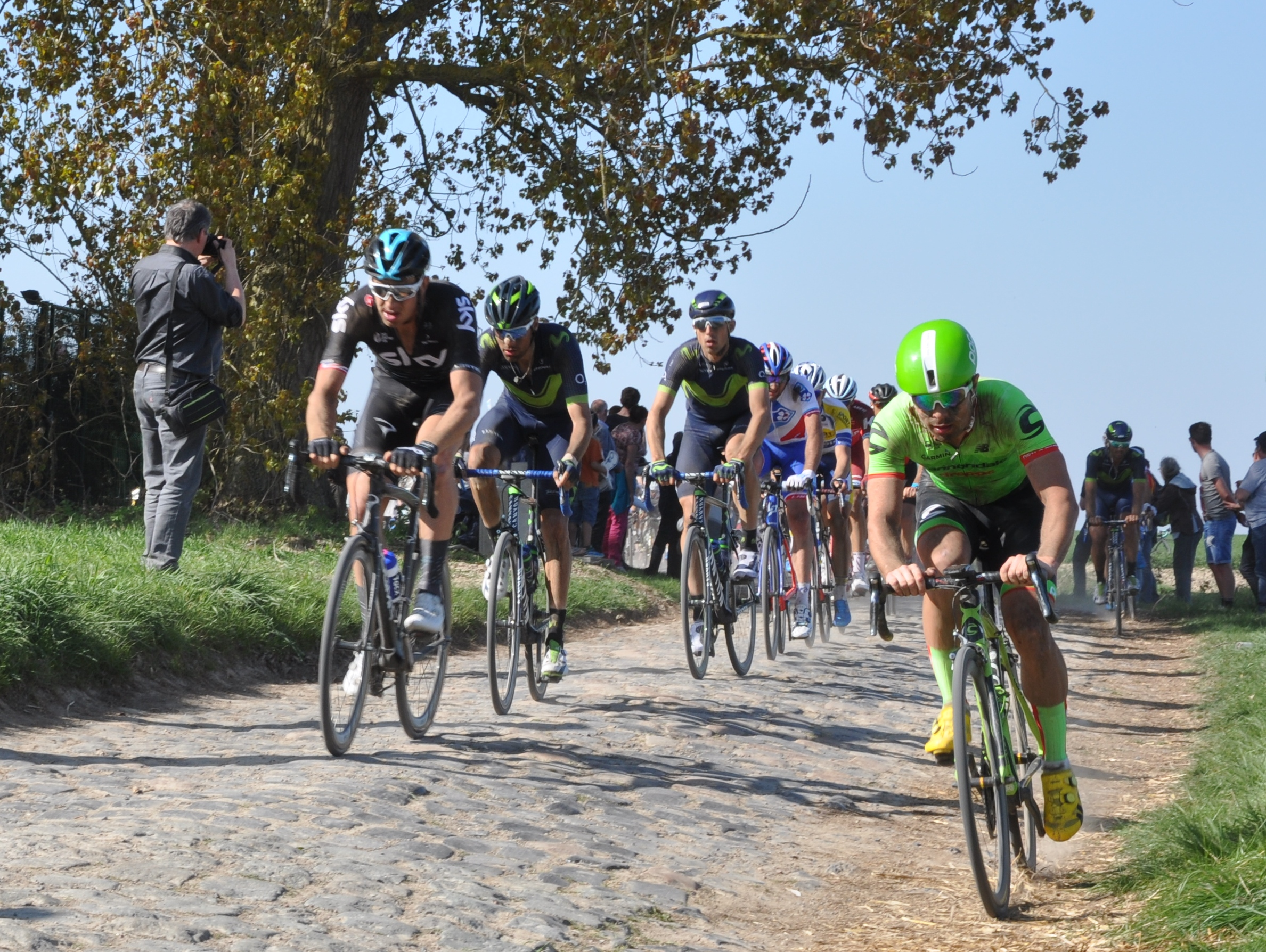
Fahrer im Sektor bei Paris–Roubaix 2017